# Casola Valsenio
Pour les articles homonymes, voir Casola.

Casola Valsenio (Chèsla en dialecte romagnol) est une commune italienne de la province de Ravenne dans la région Émilie-Romagne en Italie.

## Géographie
Casola Valsenio est situé à 195 mètres d’altitude dans la vallée du Senio, sur les basses collines des Apennins, en limite de la Toscane et de la province de Bologne. La commune est desservie par la route provinciale SP306 qui de l’embranchement avec la SS6 Via Emilia à Castel Bolognese (21 km)  mène à Riolo Terme (12 km) puis en Toscane à Palazzuolo sul Senio (17 km) et Borgo San Lorenzo (51).

## Histoire

### Moyen Âge
Le bourg naît en 1216, de la destruction par Faenza de la forteresse de Casola qui était perchée sur la colline. Des fouilles archéologiques révèlent l’existence plus ancienne d’un centre habité par les Étrusques, les Celtes et les Romains.
En l’année 1000, fondation de l’abbaye bénédictine de Valsenio, laquelle lance une vaste opération de bonification agraire et défrichement de terrains cultivables, avec plantation de châtaigniers.
En 1424, Casola jure fidélité au duc de Milan Philippe Marie Visconti, pour repasser aux Manfredi de Faenza, puis à Girolamo Riario et Catherine Sforza, seigneurs d’Imola et Forlì et, enfin au duc Valentino César Borgia.
Au XVe siècle,  fief de la famille Ceroni (ou Ceronesi), contre laquelle, en 1563, se mesurèrent le grand duc de Toscane Cosime de Médicis et le pape Pie IV qui, avec plus de 5 000 hommes, détruisirent le domaine des Ceronesi.

### XIXesiècle
Durant l'occupation napoléonienne, émerge le personnage de Giovanni Soglia Ceroni (1779-1856), nommé Cardinal par le pape Grégoire XVI, devient secrétaire d’État du pape Pie IX. On lui doit l’accroissement du territoire communal, soustrait à la commune voisine de Brisighella, et la construction des couvents des Sœurs de Sainte Dorothée et des Frères franciscains.

### XXesiècle
Comme dans toutes les régions, Casola subît les violences des fascistes, qui en janvier 1922, assassinèrent le dirigeant socialiste Luigi Sasdelli.
Pendant la seconde guerre mondiale la position, dans la vallée du Senio, de Casola lui occasionna d’âpres batailles entre les partisans et l’armée allemande (octobre 1944), surtout après l’enfoncement par les alliés de la ligne gothique.

## Monuments et lieux d’intérêt

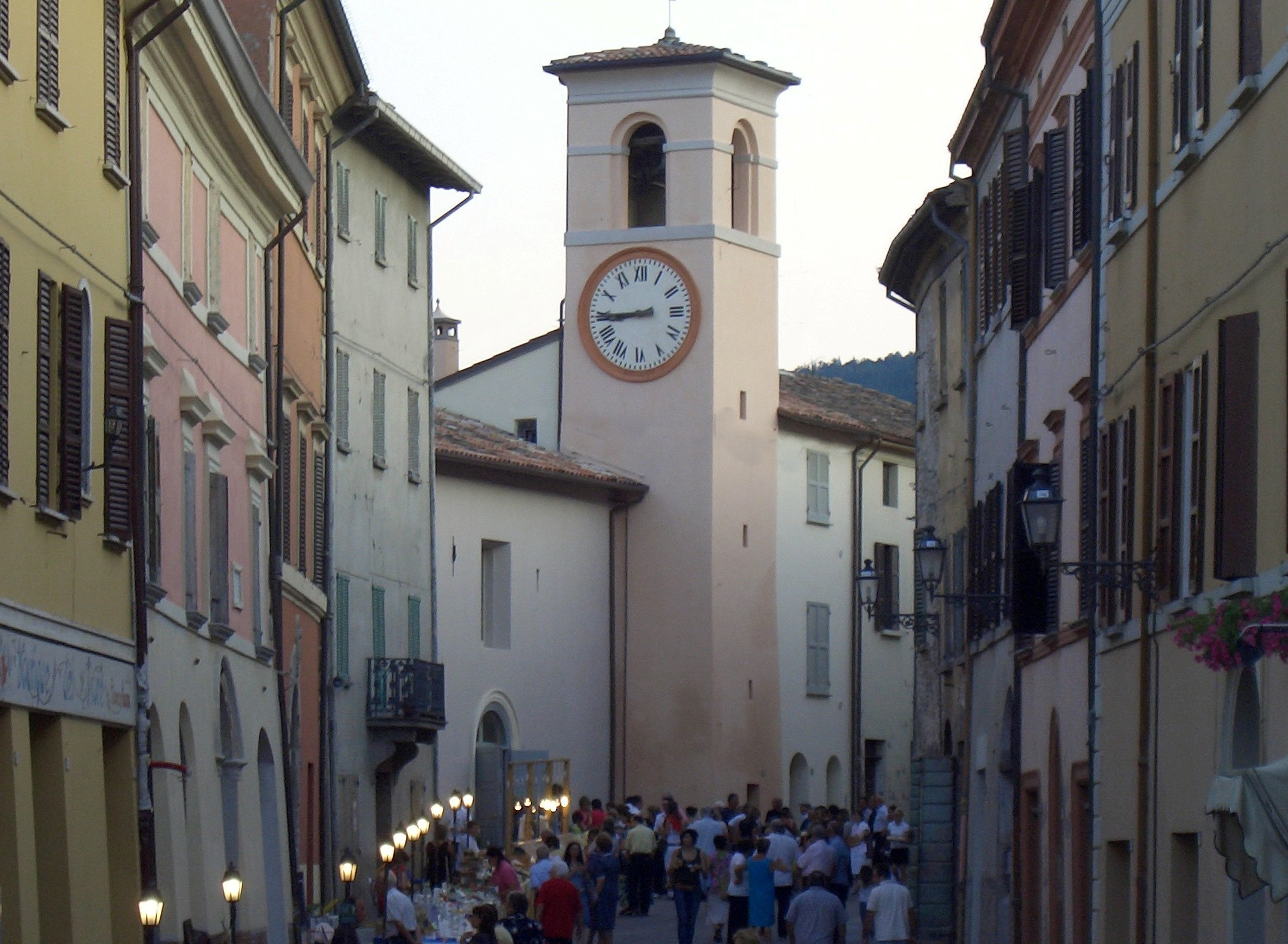
Via G. Matteotti et la Tour de l’horloge

- Le parc régional de la veine de gypse romagnole (2 042 ha), spectaculaire et importante dorsale rocheuse en travers des Apennins qui descend jusque dans la vallée
- La Villa Il Cardello, antique hôtellerie d’une abbaye médiévale, ancienne maison du poète et écrivain  Alfredo Oriani (1856-1909). Aujourd’hui, monument national et musée de l’écrivain[2].
- Tour d’une ancienne forteresse médiévale, à 715 mètres d’altitude sur le mont Battaglia[3].
- Abbaye de San Giovanni Battista in Valsenio.
- L’église de Settefonti, plus ancienne église du pays.

## Administration
| Période                                  | Période  | Identité             | Étiquette | Qualité |
| ---------------------------------------- | -------- | -------------------- | --------- | ------- |
| 1946                                     | 1951     | Filippo Pirazzoli    | PCI       |         |
| 1951                                     | 1957     | Domenico Fiorentini  | PCI       |         |
| 1957                                     | 1976     | Amleto Rossini       | PCI       |         |
| 1976                                     | 1990     | Gianpaolo Sbarzaglia | PCI       |         |
| 1990                                     | 1994     | Franco Tronconi      | PSI       |         |
| 1994                                     | 1999     | Marino Fiorentini    | PRC       |         |
| 1999                                     | 2009     | Giorgio Sagrini      | DS/PD     |         |
| 2009                                     | En cours | Nicola Iseppi        | PD        |         |
| Les données manquantes sont à compléter. |          |                      |           |         |

### Hameaux
Zattaglia, Baffadi, S.Apollinare, Valsenio, Mercatale

### Communes limitrophes
Borgo Tossignano, Brisighella, Castel del Rio, Fontanelice, Palazzuolo sul Senio, Riolo Terme

## Population

### Évolution de la population en janvier de chaque année
| 1861  | 1901  | 1921  | 1951  | 1961  | 1971  | 1981  | 1991  | 2001  |
| ----- | ----- | ----- | ----- | ----- | ----- | ----- | ----- | ----- |
| 4 126 | 5 128 | 5 749 | 5 647 | 4 451 | 3 338 | 3 051 | 2 930 | 2 844 |

| 2012  | - | - | - | - | - | - | - | - |
| ----- | - | - | - | - | - | - | - | - |
| 2 724 | - | - | - | - | - | - | - | - |

### Ethnies et minorités étrangères
Selon les données de l’Institut national de statistique (ISTAT) au 1er janvier 2010 la population étrangère résidente était de 222 personnes.
Les nationalités majoritairement représentatives étaient :
| Pos. | Pays     | Population |
| ---- | -------- | ---------- |
| 1    | Roumanie | 80         |
| 2    | Albanie  | 74         |
| 3    | Maroc    | 23         |

### Personnalités liées à Casola Valsenio
- Maghinardo Pagani (?-1302), condottiere, cité par Dante Alighieri dans La Divine Comédie
- Giulio Cavina (1888-1951), dirigeant syndical et député
- Giuseppe Cenni (1915-1943), aviateur,
- Giovanni Soglia Ceroni (1779-1856), cardinal
- Alfredo Oriani (1852-1909), écrivain, historien et dramaturge
- Giuseppe Pittano (1921-1995), écrivains

## Fêtes et évènements
- Herbe en fleur, dernière fin de semaine de mai, le jardin des herbes "Augusto Rinaldi Ceroni" de 4 ha avec 400 variétés d’herbes et de plantes médicinales.
- le Marché des herbes, tous les vendredis de juillet, stands d’herboristerie de diverses régions d’Italie.
- la Fête du marron de Casola Valsenio : seconde fin de semaine d’octobre, ventes de marrons et dégustations de plats à base de marrons.
- la Fête des fruits oubliés, unique en son genre, la fin de la troisième semaine, Crataegus azarolus, jujubier commun, coing, poire, pomme, nèfle, Sorbier et arbousier.
- la Fête du printemps et des pensées, le 25 avril de chaque année,
- Casola est une fable, les samedis de juillet et août, théâtre des enfants,
- la Foire de Valsenio, premier dimanche de mai, foire aux bestiaux.
- les Rencontres internationales de spéléologie, tous les deux à quatre ans, en automne[4].

### Jumelages
- Communauté de communes l'Aurence et Glane Développement (France) communauté composée de Couzeix, Nantiat, Nieul, Chaptelat, Saint-Jouvent, Le Buis, Thouron, Chamboret
- Bartholomä (Allemagne)